# لانان
لانان (به لاتین: Lan'an) یک شهرک در جمهوری خلق چین است که در شهرستان لودینگ واقع شده‌است.